# Цукерберг, Марк
Марк Э́ллиот Цу́керберг (англ. Mark Elliot Zuckerberg, [ˈzʌkərbɜːrɡ]; род. 14 мая 1984[…], Уайт-Плейнс, Нью-Йорк, США) — американский медиамагнат, интернет-предприниматель и филантроп. Известен как соучредитель компании Meta (ранее — Facebook, Inc.) и является ее председателем, главным исполнительным директором и контролирующим акционером. Он также является соучредителем проекта по разработке космического корабля на солнечных парусах Breakthrough Starshot и одним из членов его совета директоров.
Цукерберг учился в Гарвардском  университете, где в феврале 2004 года запустил социальную сеть Facebook вместе со своими соседями по общежитию. В мае 2012 года Цукерберг вывел компанию на биржу с контрольным пакетом акций. В 2007 году, в возрасте 23 лет, он стал самым молодым в мире миллиардером. В октябре 2021 располагался на 5-м месте в списке самых богатых людей мира с состоянием 122 млрд долларов США. Вошел в число самых влиятельных людей в 2025 году по версии журнала TIME.

## Биография
Марк родился 14 мая 1984 года в городе Уайт-Плейнс (штат Нью-Йорк), что в нескольких километрах к северу от города Нью-Йорка. Отец — стоматолог Эдвард Цукерберг. Мать — психиатр Карен Цукерберг. Его прабабушки и прадедушки были выходцами из Германии, Австрии и Польши. Был вторым ребёнком и единственным мальчиком из 4 детей в семье; его сёстры — Рэнди (старшая), Донна и Ариэль.
Будучи дейтеранопом, Цукерберг различает красный и зелёный куда хуже, чем синий — основной цвет Facebook.
В школьные годы Марк занимался компьютерным программированием и разработал сетевую версию игры «Риск».
Высшее образование Марк Цукерберг не завершил: в 2002 году он поступил в Гарвардский университет, где до 2004 года обучался на факультете психологии. Параллельно с этим Марк посещал курсы ИТ. Свою сферу интересов указывал как «C, C++, Java, Visual Basic, VBscript, JavaScript, PHP и ASP». Цукерберг неоднократно характеризовал себя как хакера по призванию. Ещё в колледже на Марка обратили внимание сотрудники Microsoft, после того как он написал программу Synapse, которая позволяла компьютеру самостоятельно составлять последовательность музыкальных хитов для своего владельца.
Вместе с Крисом Хьюзом и Дастином Московицем начал создавать социальную сеть Facebook. Финансовую помощь ему оказывал студент бразильского происхождения Эдуардо Саверин. Его попытки отстранить Саверина от управления компанией в 2005 году стали предметом судебного разбирательства.
В январе 2009 года в Пало-Альто познакомился с Юрием Мильнером. 26 мая 2009 года было подписано соглашение, по которому DST за 200 млн долларов купила 1,96 % акций Facebook.
В 2010 году журнал Time назвал Цукерберга человеком года.
8 декабря 2010 года Марк Цукерберг объявил, что присоединился к «Клятве дарения», филантропической кампании миллиардеров Уоррена Баффетта и Билла Гейтса.
За непродолжительное время с 30 сентября по 2 октября 2012 года Цукерберг встретился с премьер-министром РФ Д. А. Медведевым, принял участие в двух передачах на «Первом канале» и выступил перед студентами МГУ.
Летом 2016 года встретился с папой римским Франциском.
В апреле 2018 года дал показания в Конгрессе США в связи со скандалом с Cambridge Analytica.
21 апреля 2022 года Марку Цукербергу по решению МИД был запрещён въезд на территорию Российской Федерации в рамках пакета контр-санкций.

### Личная жизнь
19 мая 2012 года Марк Цукерберг женился на своей давней подруге Присцилле Чан. Пара устроила празднование по поводу получения Присциллой степени доктора медицины, однако, когда близкие друзья и члены семьи появились на заднем дворе дома молодых в Пало-Альто, им объявили, что они попали на свадьбу. Как сказал представитель пары, свадьба не была приурочена к IPO компании Facebook, скорее, к окончанию обучения Присциллы.
2 декабря 2015 года у пары родилась дочь Максима Чан (Макс).
28 августа 2017 года родилась дочь Августа.
24 марта 2023 года у Марка родилась третья дочь — Аурелия Чан Цукерберг.

## Доходы и состояние
Владея 24 % акций компании Facebook, Inc, Марк Цукерберг стал самым молодым в истории миллиардером: в марте 2010 года журнал Forbes признал его одним из самых молодых миллиардеров в своём списке с состоянием 4 млрд долларов.
На начало 2010 года его состояние оценивалось в 6,9 млрд долларов, и за этот год оно увеличилось на 245 % — в рейтинге 400 самых богатых людей США, опубликованном журналом Forbes в 2011 году, Цукерберг занял 14-е место с состоянием в 17,5 млрд долларов США.
В списке самых богатых американцев, опубликованном Forbes в сентябре 2010 года, Цукерберг занял 29-е место с состоянием в 7 млрд долларов. Официальная зарплата Марка Цукерберга составляет всего $1.
10 марта 2013 года Цукерберг попал в Топ-10 самых молодых миллиардеров, по версии Forbes он занимал 2-е место в рейтинге с состоянием, оцениваемым в 13,3 млрд долларов.
16 сентября 2013 года Цукерберг с личным состоянием 19 млрд долларов вновь оказался на 20-м месте в списке журнала Forbes, такое же место он занял в 2011 году, до IPO Facebook в мае 2012 года.
В октябре 2014 года Цукерберг потратил 100 млн долларов на покупку участков земли на северном побережье острова Кауаи, где он решил построить семейное владение площадью 280 га. Чуть позже он выкупил два прилегающих к его поместью участка общей стоимостью 30 млн долларов(158 916 950 рублей).
В декабре 2014 года занимал 14-е место в Топ-15 Forbes с состоянием 33,6 млрд долларов США. В январе 2018 года он был 5-м в списке Forbes и самым молодым мультимиллиардером с состоянием в 70 млрд долларов. В декабре 2020 года поднялся на 3-е место в списке богатейших людей планеты по версии Forbes, на тот моомент его капитал оценивался в 101,7 млрд долларов США.
Как сообщило агентство Bloomberg, состояние Марка Цукерберга за два дня (19—20 марта 2018 года) уменьшилось на 8,1 млрд долларов из-за скандала, связанного с британской аналитической компанией Cambridge Analytica. В декабре 2020 года с состоянием в $104 млрд занимал 5-е место в списке миллиардеров Bloomberg.
С 2010 года входит в список самых влиятельных людей мира по версии Forbes. В 2018 году занял 13-е место этого рейтинга, хотя ранее доходил до 10-й позиции.
31 января 2022 года Марк Цукерберг продал банку Silvergate все активы собственного криптпроекта Diem Group (Diem).
По данным Bloomberg, в мае 2023 года состояние Марка Цукерберга составило 89,9 миллиарда долларов, что сделало его лидером среди миллиардеров по росту капитала с начала года (44,3 миллиарда долларов).

## Благотворительность
В декабре 2015 года Цукерберг объявил, что он пожертвует почти всё своё состояние на благотворительность. «Мы отдадим 99 % наших акций Facebook — в настоящее время это примерно 45 млрд долл. — на протяжении нашей жизни, чтобы присоединить многих других для улучшения этого мира для следующего поколения», — написал миллиардер на своей странице в Facebook.
21 сентября 2016 года Марк Цукерберг и его жена Присцилла Чан объявили о запуске в рамках Chan Zuckerberg Initiative нового проекта — Chan Zuckerberg Science. Проект направлен на борьбу с различными болезнями, на него за 10 лет будет потрачено 3 млрд долларов.

## В культуре
История создания им социальной сети легла в основу сценария Аарона Соркина и фильма Дэвида Финчера «Социальная сеть» (2010). Согласно заключению Дж. Хобермана, лента содержит психологический анализ социальных сетей на примере их типичнейшего пользователя — Цукерберга. Роль будущего миллиардера исполнил актёр Джесси Айзенберг. Цукерберг не имел отношения к кинопроекту и дистанцировался от него в интервью. 29 января 2011 года Марк Цукерберг посетил комедийное шоу «Saturday Night Live», где впервые встретился с Джесси Айзенбергом.
- Во второй серии 22-го сезона мультсериала «Симпсоны» Цукерберг озвучил самого себя[42].
- Марк Цукерберг появился в 4 серии 21 сезона мультсериала Южный Парк.